# Lijst van burgemeesters van Rosmalen
Dit is een lijst van burgemeesters van de voormalige Nederlandse gemeente Rosmalen in de provincie Noord-Brabant vanaf 1813 tot 1996. Op 1 januari 1996 werd Rosmalen bij de gemeente 's-Hertogenbosch gevoegd.
| Ambtsperiode | Naam burgemeester                     | Partij of stroming | Bijzonderheden                                                       |
| ------------ | ------------------------------------- | ------------------ | -------------------------------------------------------------------- |
| 1813 - 1838  | Willem Siepkens                       |                    |                                                                      |
| 1838 - 1852  | Hendrik Siepkens                      |                    |                                                                      |
| 1852 - 1880  | L. (Lambertus) van Erp                |                    |                                                                      |
| 1880 - 1911  | Lambertus Nieuwenhuijzen              |                    |                                                                      |
| 1911 - 1922  | Alphons Wolters                       |                    |                                                                      |
| 1923 - 1955  | jhr. H.C.F.C. (Felix) von Heijden     |                    |                                                                      |
| 1955 - 1964  | L.A.J. (Louis) Mazairac               |                    |                                                                      |
| 1964 - 1979  | J.C. (Jan) Molenaar                   | KVP                | was burgemeester van Wervershoof                                     |
| 1979 - 1989  | Donatus Clemens Bernard (Don) Burgers | KVP / CDA          | was burgemeester van Haaren, later burgemeester van 's-Hertogenbosch |
| 1989 - 1994  | R.J.J.M. (Ralph) Pans                 | PvdA               |                                                                      |
| 1994         | M.G.M. van Berckel                    | CDA                | waarnemend                                                           |
| 1994 - 1995  | P.A.C.M. (Peter) van der Velden       | PvdA               |                                                                      |